# 巴哈杜尔格尔
巴哈杜尔格尔（Bahadurgarh），是印度哈里亚纳邦切杰尔县的一个城镇。总人口119839（2001年）。

## 人口
该地2001年总人口119839人，其中男性65835人，女性54004人；0—6岁人口16874人，其中男9334人，女7540人；识字率70.79%，其中男性为76.71%，女性为63.57%。